# Цебиц
Цебиц (нем. Zehbitz) — деревня в Германии, в земле Саксония-Анхальт, входит в район Анхальт-Биттерфельд в составе общины Южный Анхальт.
Население составляет 341 человека (на 31 декабря 2013 года). Занимает площадь 10,98 км².

## История
Первое упоминание о поселение относится к 1469 году.
До 31 декабря 2009 года был центром одноимённой коммуны, куда также входили: Велау, Ленневиц, Цемиц.
1 января 2010 года, после проведённых реформ, Цебиц и ещё 20 коммун, были объединены в общину Южный Анхальт, а управление Зюдлихес Анхальт было упразднено. Села, входившее в коммуну, также переподчинилось общине.

## Галерея

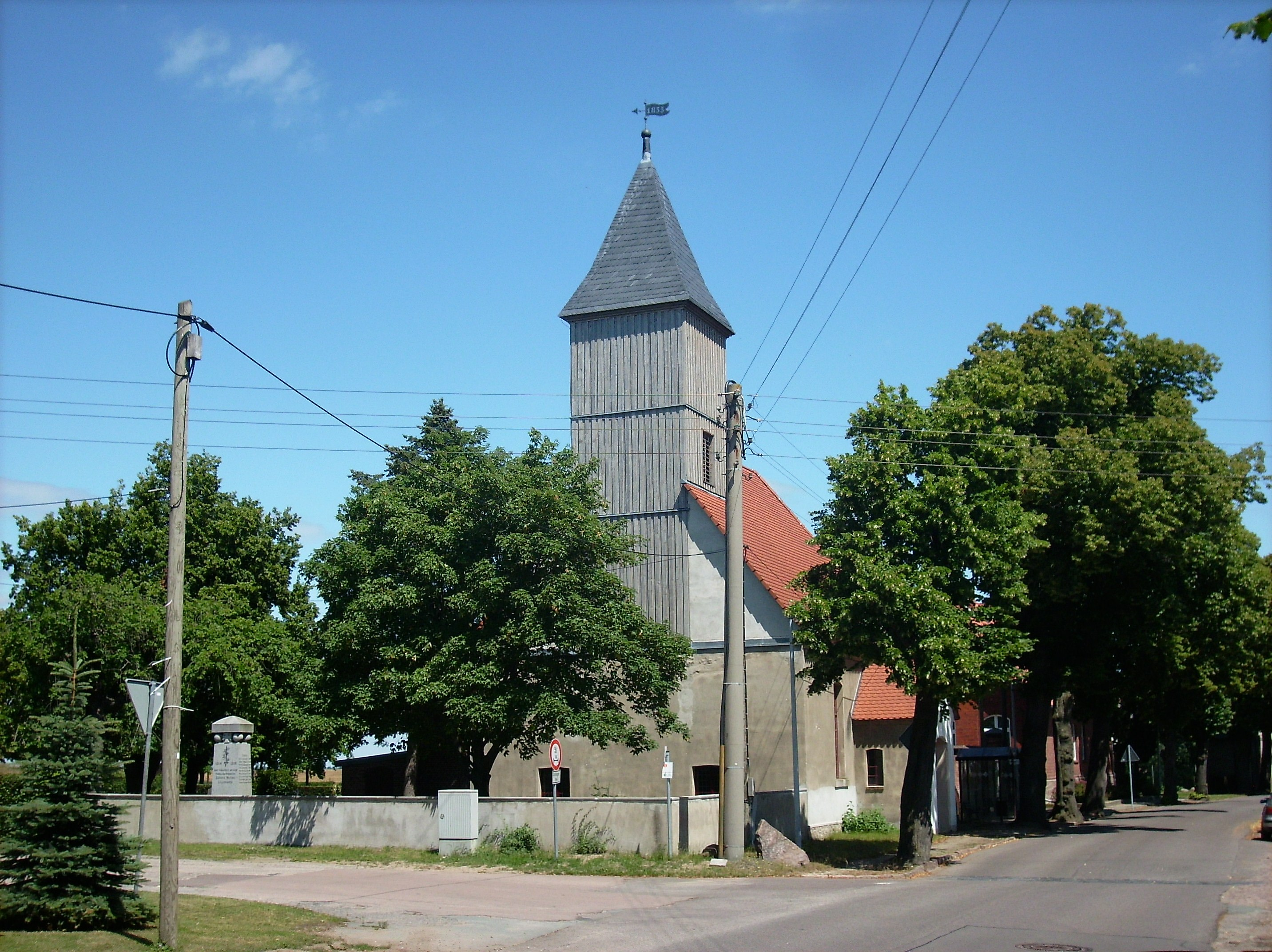
Церковь в Цебице
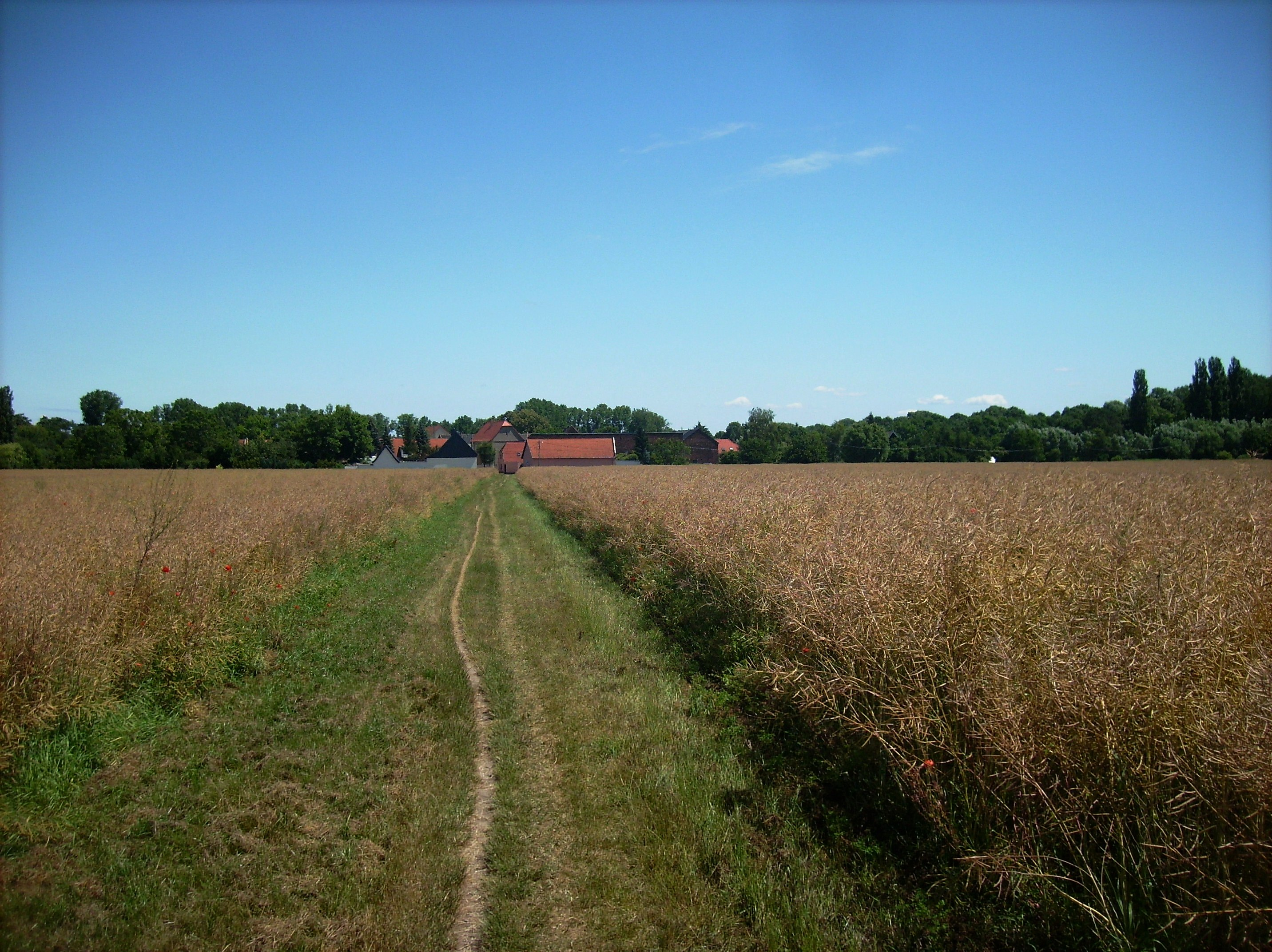
Вид на Цемиц